# Alba Volán Sportclub
Il Fehérvár AV19  (noto anche come Alba Volán o Alba Volán Székesfehérvár) è una società di hockey su ghiaccio con sede a Székesfehérvár, in Ungheria. Milita nella Österreichische Eishockey-Liga, la massima divisione del campionato austriaco di hockey su ghiaccio, e ha un farmteam, il SAPA Fehérvár AV 19 nella MOL Liga.
All'Alba Volán giocò per un certo periodo anche il difensore italiano Christian Borgatello.

## Palmarès

### Competizioni nazionali
- Campionati ungheresi: 13

1980-1981, 1998-1999, 2000-2001, 2002-2003, 2003-2004, 2004-2005, 2005-2006, 2006-2007, 2007-2008, 2008-2009, 2009-2010, 2010-2011, 2011-2012

### Competizioni internazionali
- Interliga: 2

2002-2003, 2006-2007